# Strigilis
Strigilis, strigilus (ang. strigil) – w anatomii owadów termin wieloznaczny, jednak zwykle używany na określenie struktur znajdujących się na przednich goleniach.
Na wierzchołku goleni przedniej pary odnóży błonkówek i motyli strigilis stanowi grzebykowatą strukturę, służącą do czyszczenia czułków. Może być on zakrzywiony i mieć postać ruchomej, grzebieniastej ostrogi. U pszczół strigilis to aparat czyszczący czułki, składający się z porośniętego krótkim i sztywnym owłosieniem zagłębienia na wewnętrznej powierzchni nadstopia i spłaszczonej oraz rynienkowato zwiniętej ostrogi goleni.
U pluskwiaków różnoskrzydłych z rodziny wioślakowatych strigilisem nazywa się strukturę, niekiedy formą przypominającą zgrzebło, położoną na grzbietowej powierzchni odwłoka.
Nazwa strigilis może być również używana w podobnym znaczeniu co plectrum.